# Eda Erdem
Eda Erdem Dündar, född 22 juni 1987 i Istanbul, Turkiet, är en volleybollspelare (center).
Eda Erdems karriär började 2000 med spel i Beşiktaş JKs ungdomslag. Hon debuterade på seniornivå i klubben i Voleybol 1.  Ligi (nästa högsta serien) säsongen 2004-05 och fortsatte som senior i klubben i fyra år. Till säsongen 2008-2009 gick hon över till Fenerbahçe SK, som hon spelat med sedan dess. Med dem har hon vunnit turkiska mästerskapet fem gånger, turkiska cupen tre gånger och turkiska supercupen tre gånger. Internationellt har vunnit Världsmästerskapet i volleyboll för klubblag 2010, CEV Champions League 2011–2012 och CEV Cup 2013–2014 med laget.
Erdem debuterade i landslaget 2005. Med landslaget har hon tagit silver vid EM 2019 och brons vid EM 2011, 2017 och 2021. Hon har utsetts till bästa mittblock vid varje EM sedan utmärkelsen infördes 2015 (två utses vid varje mästerskap). Hon fick även samma utmärkelse vid European League 2010 och Volleyball Nations League 2018. Vid världsmästerskapet i volleyboll för klubblag 2010 och vid European League 2011 utsågs hon till bästa servare.